# Wołodymyr Ihnatenko (lekkoatleta)
Wołodymyr Wołodymyrowycz Ihnatenko (ukr. Володимир Володимирович Ігнатенко, ros. Владимир Владимирович Игнатенко, ur. 17 kwietnia 1955 w Niżynie) – ukraiński lekkoatleta, sprinter, dwukrotny medalista mistrzostw Europy w 1978. W czasie swojej kariery reprezentował Związek Socjalistycznych Republik Radzieckich.
Zwyciężył w sztafecie 4 × 100 metrów na uniwersjadzie w 1977 w Sofii. Odpadł w półfinale biegu na 60 metrów na halowych mistrzostwach Europy w 1978 w Mediolanie.
Na mistrzostwach Europy w 1978 w Pradze zdobył dwa brązowe medale: w biegu na 100 metrów (wyprzedzili go tylko Pietro Mennea z Włoch i Eugen Ray z Niemieckiej Republiki Demokratycznej) oraz w sztafecie 4 × 100 metrów, która biegła w składzie: Siergiej Władimircew, Nikołaj Kolesnikow, Aleksandr Aksinin i Ihnatenko. Na tych mistrzostwach Ihnatenko odpadł także w półfinale biegu na 200 metrów.
Był mistrzem Związku Radzieckiego w 1978 w biegach na 100 metrów i na 200 metrów, a także halowym wicemistrzem ZSRR w biegu na 100 metrów w 1978 i 1980 oraz halowym brązowym medalistą w biegu na 60 metrów w 1978 i w biegu na 100 metrów w 1979.
Rekordy życiowe Ihnatenki:
- bieg na 100 metrów – 10,31 s (1978)
- bieg na 200 metrów – 20,74 s (1978)